# Rudodřevovité

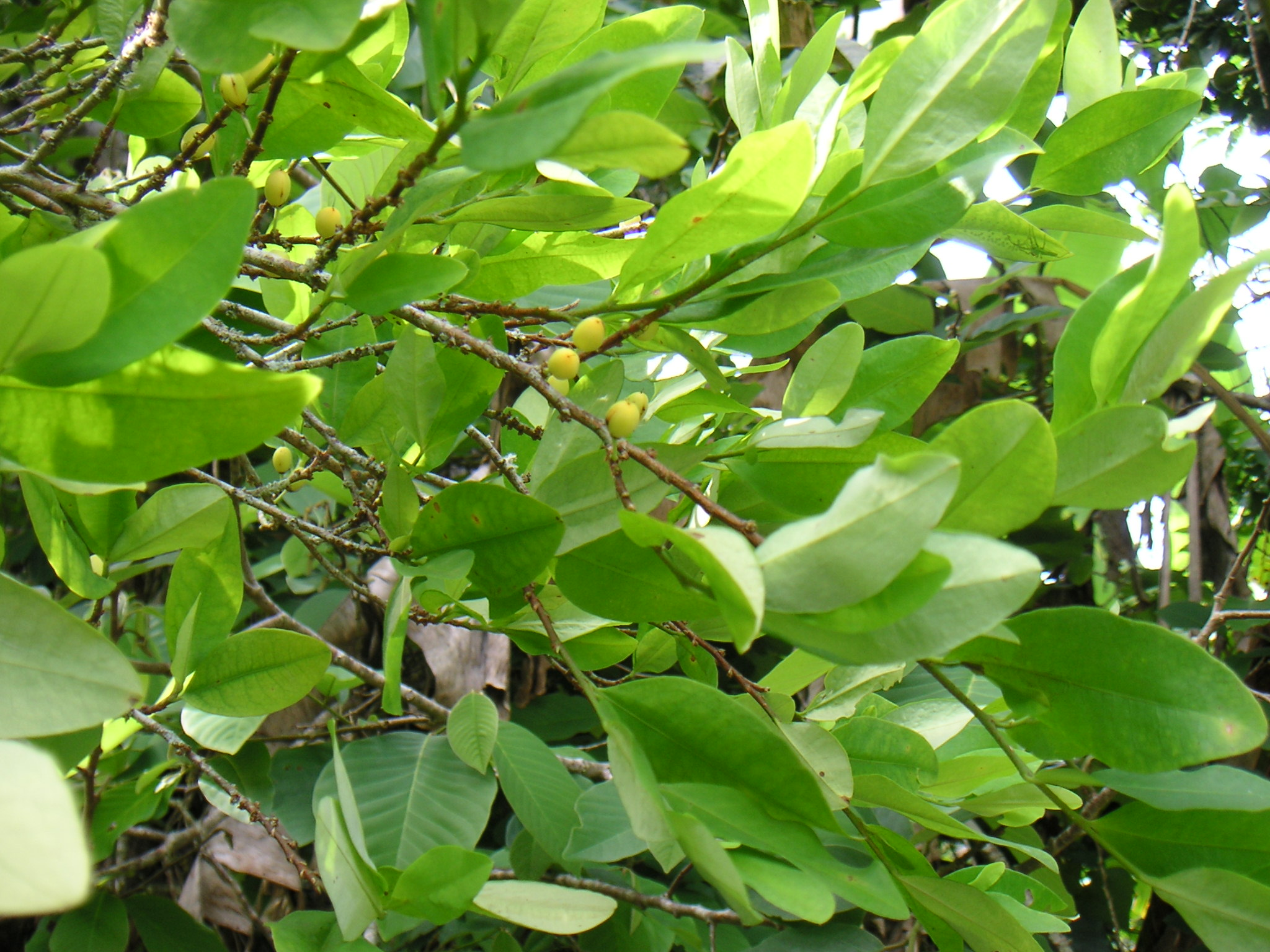
Rudodřev koka (Erythroxylum coca)

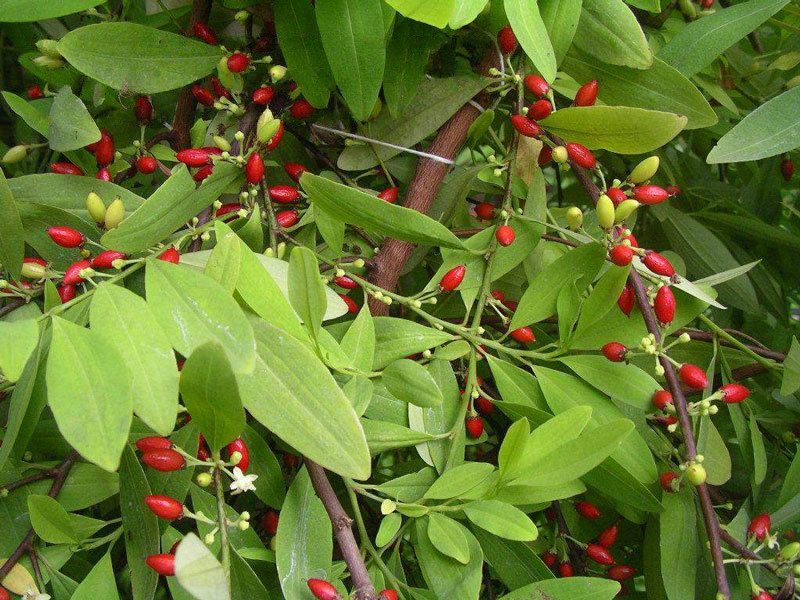
Rudodřev Erythroxylum novogranatense

Rudodřevovité (Erythroxylaceae) je čeleď vyšších dvouděložných rostlin z řádu
malpígiotvaré (Malpighiales). Jsou to dřeviny s jednoduchými, většinou střídavými listy a nenápadnými květy, rozšířené v tropech celého světa. Největší rod čeledi je rudodřev. Rudodřevy jsou známy obsahem účinných alkaloidů. Nejznámějším a hospodářsky nejvýznamnějším druhem je rudodřev koka z Jižní Ameriky, který je zdrojem kokainu.

## Popis
Rudodřevy jsou opadavé nebo stálezelené lysé keře nebo stromy s jednoduchými střídavými (jen u rodu Aneulophus vstřícnými) listy. Palisty jsou nápadné a charakteristické, často trojúhelníkovité a vytrvávající na krátkých větévkách i po opadu listů. Listy jsou celokrajné, se zpeřenou žilnatinou. Řada druhů rudodřevu má na spodní straně listu charakteristické 2 podélné žilky nebo poněkud odlišně zbarvenou zónu podél střední žilky. Květy jsou nenápadné, jednotlivé nebo v úžlabních svazečcích, pětičetné, pravidelné, obvykle oboupohlavné, méně často jsou květy jednopohlavné a rostliny dvoudomé. Kalich je vytrvalý, z 5 srostlých lístků, koruna opadavá, z 5 volných lístků. Tyčinek je obvykle 10, ve dvou kruzích.
Semeník je srostlý ze 3 plodolistů, se 3 komůrkami a 3 volnými nebo na bázi srostlými čnělkami. V každém plodolistu je 1, výjimečně 2 vajíčka.
U rodu rudodřev je častá distylie. Plodem je červená nebo fialová jednosemenná peckovice, u rodu Aneulophus dvou až třísemenná tobolka.

## Rozšíření
Čeleď zahrnuje asi 240 druhů ve 4 rodech. Rozšíření je pantropické, největší druhová diversita je v tropické Americe (zejména ve Venezuele a severovýchodní a východní Brazílii) a na Madagaskaru. Ze Střední a Jižní Ameriky je udáváno asi 180 druhů. Největším rodem čeledi je rudodřev (asi 230 druhů). Je rozšířen v tropech všech kontinentů, zbylé 3 rody jsou africké.
Zástupci čeledi se vyskytují na různých stanovištích a mají značnou ekologickou plasticitu, rostliny se vyskytují spíše roztroušeně a nevytvářejí porosty. V podrostu nížinných tropických deštných lesů mají podobu keřů až nižších stromů, jen zřídka dosahujících nižšího korunního patra. Druhy ze savan jsou keřovité až stromovité a zpravidla mají tlustou kůru na ochranu proti periodickým požárům. V aridních oblastech jsou to drobnolisté xerofytní keře, zatímco druhy vlhkých horských lesů mají listy velké a měkké.

## Ekologické interakce
Květy rudodřevů jsou opylovány různým hmyzem, zejména včelami, vosami a mouchami. Samoopylení je zabráněno dvoučnělečností. Nápadně zbarvené, zpravidla červené nebo purpurové plody jsou šířeny zvířaty, především ptáky.

## Taxonomie
V dřívějších systémech byla čeleď nejčastěji řazena do řádu lnotvaré (Linales). V systému APG byl celý tento řád vřazen do
řádu malpígiotvaré (Malpighiales).

## Zástupci
- rudodřev (Erythroxylum)[4]

## Význam
Rudodřev koka (Erythroxylum coca) je známých zdrojem kokainu a je používán indiány v Andách jako stimulans a tonikum již po tisíce let. Má také široké využití v domorodé medicíně. Extrakt z listů je stále jednou ze složek Coca-Coly, ovšem bez obsahu kokainu.
Také další druhy rodu obsahují účinné alkaloidy, např. rudodřev Erythroxylum citrifolia, známý jako catuaba
a používaný jako afrodisiakum. Další druhy jsou využívány v medicíně. Dřevo některých druhů je tvrdé, pevné a trvanlivé. Je místně využíváno např. na telegrafní sloupy,
opěry či nábytek.

## Seznam rodů
Aneulophus, Erythroxylum, Nectaropetalum, Pinacopodium